# قشلاق سلمان و المان
قشلاق سلمان و المان یک منطقهٔ مسکونی در ایران است که در دهستان تازه‌کند (پارس‌آباد) واقع شده‌است. قشلاق سلمان و المان ۲۱ نفر جمعیت دارد.